# میشل کروزیک
میشل کروزیک (انگلیسی: Michelle Krusiec؛ چینی: 楊雅慧; پین‌یین: Yáng Yǎhuì؛ زادهٔ ۲ اکتبر ۱۹۷۴) یک هنرپیشه تایوانی-آمریکایی است. وی از سال ۱۹۸۶ میلادی تاکنون مشغول فعالیت بوده‌است.
وی دانش‌آموختهٔ رشته تئاتر از دانشگاه ایالتی و مؤسسه پلی‌تکنیک ویرجینیا است و سپس همین رشته را در دانشگاه آکسفورد ادامه داد.

## گزیدهٔ آثار

### سینما
- دعوت (۲۰۱۵)
- قتل‌های رودخانه (۲۰۱۱)
- چیزی که در وگاس رخ می‌دهد (۲۰۰۸)
- در جستجوی خوشبختی (۲۰۰۶)
- مهدکودک بابا (۲۰۰۳)
- کدو تنبل (۲۰۰۲)
- نیکسون (۱۹۹۵)

### تلویزیون
- تماس (۲۰۱۲)
- فرینج (۲۰۱۱)
- کامیونیتی (۲۰۱۱)
- سی‌اس‌آی: میامی (۲۰۱۰)
- سی‌اس‌آی: نیویورک (۲۰۰۹)
- علف (۲۰۰۵)
- ان‌سی‌آی‌اس (۲۰۰۵)
- آناتومی گری (۲۰۰۵)
- مانک (۲۰۰۳)
- بخش فوریت‌های پزشکی (۲۰۰۲)